# كلير نيكولا وايت
كلير نيكولا وايت (بالإنجليزية: Claire Nicolas White)‏ (1925)؛ شاعرة، مترجمة، كاتِبة وروائية أمريكية.